# Ljuboml'
Ljuboml' (in ucraino Любомль?, in russo Любомль?, in polacco Luboml) è una città ucraina (10 925 abitanti), nel distretto di Kovel', nell'oblast' di Volinia. Ospita l'amministrazione della comunità territoriale di Ljuboml', una delle comunità territoriali dell'Ucraina.
Fino al 18 luglio 2020 Ljuboml' era il centro amministrativo del distretto di Ljuboml'. Come parte della riforma amministrativa che ha ridotto a quattro il numero dei distretti dell'oblast' di Volinia, il distretto di Ljuboml' venne fuso nel distretto di Kovel'.
Fondata nel 1287, ricevette il Diritto di Magdeburgo nel 1541, nel 2024 aveva circa 11.000 abitanti.